# Ivan Diviš
 (octobre 2016).
Le contenu est difficilement compréhensible vu les erreurs de traduction, qui sont peut-être dues à l'utilisation d'un logiciel de traduction automatique.
Ivan Diviš (18 septembre 1924 à Prague – 7 avril 1999 , Prague) est un poète et essayiste tchèque. Il appartient à la poétique de la génération qui a commencé à écrire pendant le temps du protectorat. Il est l'auteur d'une vingtaine de recueils de poésies dont son grand œuvre Thanathea et d'un glossaire réunissant en 682 pages ses réflexions sur le monde, qu'il a intitulé La Théorie de la fiabilité. Au cours de sa vie il a également écrit d'innombrables lettres qui reflètent ses combats intérieurs.

## La vie
Ivan Diviš est né le 18 septembre 1924 à Prague dans la famille d'un employé de banque. Au moment de la 2. guerre mondiale, il étudia au collège. Dans la période 1943-1946 il suivit une formation de libraire. Il fut arrêté et emprisonné par la Gestapo. Dans les années 1945 – 1949, il étudia  la philosophie et l'esthétique à la faculté de philosophie de Université Charles de Prague. Il fut employé dans un premier temps dans la librairie et maison d'édition Petr Václav. Au début des années 1950. ans, il travailla en tant que rédacteur dans la salle de rédaction de Rudé právo. Plus tard, il exerça la profession d'ouvrier. Dans les années 1960, il devint rédacteur en chef dans la maison d'édition Mladá fronta. En 1964, il se convertit au catholicisme, davantage par conviction privée que par adhésion à l’institution de l'église, sans cesser d'ailleurs de se montrer critique à l'égard de la religion dans sa poésie.
En 1969, il émigra en Allemagne de l'ouest. Il est devenu un collaborateur de Radio Free Europe,  basée à Munich. Après la révolution de velours, il retourna dans son pays natal, où il passa le reste de sa vie. Il est mort le 7 avril 1999, à Prague, des suites d'une chute dans un escalier de sa maison.

## Travail

### Des recueils de poésie
- Balada z regálu (1946, s Kamilem Bednářem)
- První hudba bratřím (1947)
- Uzlové písmo (1960)
- Rozpleť si vlasy (1961)
- Deník molekuly
- Eliášův oheň
- Morality
- Chrlení krve (1964)
- Umbriana (1965)
- Průhledná hlava (1965)
- V jazyku Dolor (1966)
- Povíme si to! (1967)
- Sursum (1967)
- Thanatea (1968) traduction française Thanathea (trad. André Ourednik), Éditions La Baconnière, 2016
- Noé vypouští krkavce (1975)
- Přece jen (1977)
- Křížatky (1978)
- Průvan (1978)
- Beránek na sněhu (1981)
- Odchod z Čech (1981)
- Žalmy (1986)
- Obrať koně! (1988)
- Moje oči musely vidět (1991)
- Jedna loď (Laura Blair) (1994)
- Tresty (1994)

### Poèmes pour les enfants
- Říkadla a kecadla, podtitul Pokusy pro děcka (2004, vydáno posmrtně)

### D'autres œuvres
- La théorie de la fiabilité (partie de 1972, l'ensemble de l'œuvre 1994) – un ensemble d'entrées de journal, des notes, de réflexion et d'auto-réflexion, des croquis, des poèmes, etc. à partir des années 1960 au moment de la libération.  [1]
- Noc, nebudeš se bát
- Papouščí město - záznamy snů z let 1905 - 1987

## Liens

### Référence
1. ↑  Ivan Diviš: Retour à la Bohême.

### La littérature
- CHALOUPKA, Otakar. Příruční slovník české literatury od počátků do současnosti. 1. vyd. Brno: Centa, 2005. s. 150 – 152.  (ISBN 80-86785-03-3).
- Osobnosti - Česko : Ottův slovník. Praha : Ottovo nakladatelství, 2008. 823 s.  (ISBN 978-80-7360-796-8). S. 122.
- PROKOP, Vladimír. Přehled české literatury 20. století. 1. vyd. Sokolov: O.K.-Soft, 1998. s. 46.  (ISBN 80-238-2348-5).
- TOMEŠ, Josef, a kol. Český biografický slovník XX. století I. A-J.    Praha ; Litomyšl : Paseka, 1999. 634 s.  (ISBN 80-7185-245-7). S. 237.
- VOŠAHLÍKOVÁ, Pavla, a kol. Biografický slovník českých zemí : 13. sešit : Dig-Doš.    Praha : Libri, 2010. 216-338 s.  (ISBN 978-80-7277-416-6). S. 233-234.
- 14. 5. 1960 – Ivan Diviš začíná psát Teorii spolehlivosti. Týden.  9. květen 2005.
- ZIZLER, Jiří. Ivan Diviš - Výstup na horu poezie. Brno: Host, 2013. 262 s.  (ISBN 978-80-7294-885-7).